# フランチェスコ・ガヴァッツィ
フランチェスコ・ガヴァッツィ（Francesco Gavazzi、1984年8月1日 - ）は、イタリア、モルベーニョ出身の自転車競技（ロードレース）選手。

## 来歴
2005年、ランプレ・カッフィータ（現 ランプレ・ISD）とトレーニー契約。
2006年
- イタリア選手権 U23・個人ロードレース 優勝
- ジロ・デッラ・トスカーナ U23部門総合優勝

2007年、ランプレ・フォンディタルのトップチームに昇格。
- ジャパンカップ 3位

2008年
- ジロ・デ・イタリア 総合84位
- ジャパンカップ 5位

2009年
- ツール・ド・ポローニュ 総合10位
- エネコ・ツアー 総合10位
- ジロ・デル・ピエモンテ 3位

2010年
- ティレーノ〜アドリアティコ 総合10位
- バスク一周 区間1勝(第3)
- ツール・ド・フランス 総合105位
- コッパ・アゴストーニ 優勝
- GP西フランス・プルエー 8位

2011年
- バスク一周 区間1勝(第5)
- ブエルタ・ア・エスパーニャ 区間1勝(第18)

2012年、アスタナへ移籍。
- ツアー・オブ・北京
  - 総合2位
  - 第3ステージ 優勝

2015年、サウスイースト・プロサイクリングに移籍。
2016年、アンドローニ・ジョカットーリに移籍。
2018年
- グロサー・プライス・デス・カントン・アールガウ　2位
- ブエルタ・ア・ブルゴス　区間優勝（第1ステージ）